# Gilman (Wisconsin)
Gilman és una població dels Estats Units a l'estat de Wisconsin. Segons el cens del 2000 tenia 474 habitants, 185 habitatges, i 110 famílies. La densitat de població era de 78,2 habitants per km².